# Filippo Archinto (Erzbischof)

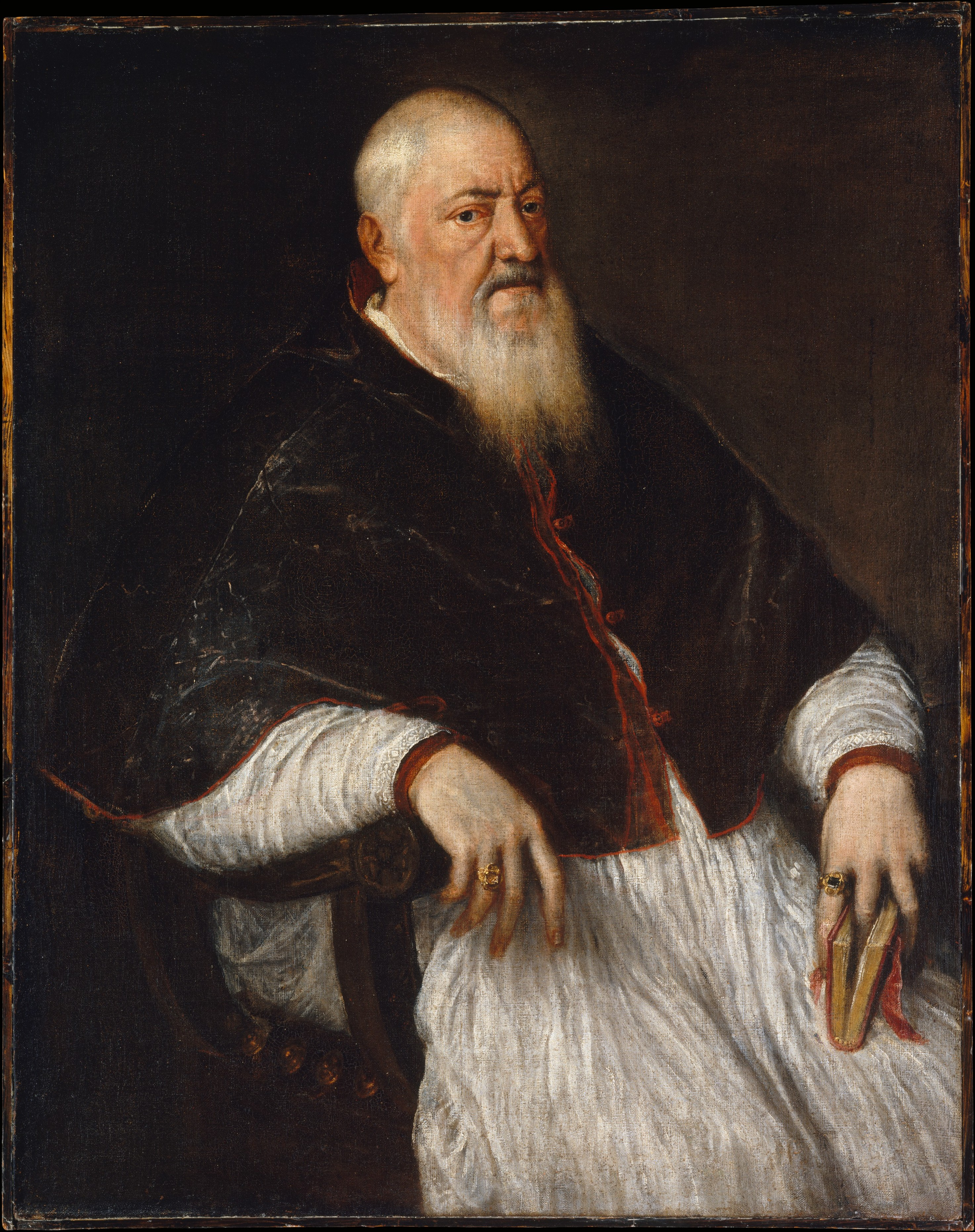
Filippo Archinto Erzbischof von Mailand, Porträt von Tizian aus der Mitte des 16. Jahrhunderts

Filippo Archinto (* 3. Juli 1500 in Mailand; † 21. Juni 1558 in Bergamo) war ein italienischer Apostolischer Protonotar, Nuntius und Erzbischof von Mailand.

## Leben
Filippo Archinto war ein Sohn des Grafen Cristoforo und dessen Ehefrau Maddalena Torriani. Er absolvierte ein Jurastudium an der Universität Pavia und besuchte dann auch die Universität Bologna, wo er Philosophie und Astronomie studierte. Im Jahr 1519 wurde er unter die Dodici di Provvisione in Mailand aufgenommen und schrieb sich kurz darauf am Collegio dei Giureconsulti ein, wo er ab 1526 einige Jahre lang als Jurist für die Mailänder Dombauhütte arbeitete. Im Jahr 1527 wurde er vom Mailänder Senat zu einer Mission am spanischen Hof in Valladolid ernannt und erwarb so das Vertrauen der spanischen Regierung, die ihn nach seiner Rückkehr nach Mailand mit dem Posten des Generalauditors beim Generalgouverneur Graf Antonio de Leyva belohnte.
Im April 1529 wurde er erneut an den Hof von Karl V. in Barcelona entsandt und nahm im folgenden Jahr an der Kaiserkrönung in der Basilika San Petronio in Bologna teil. Sein ausgeprägter Hispanismus veranlasste Herzog Francesco II. Sforza, ihm zu misstrauen, und so wurde er aus der Stadt verbannt, um wenige Tage später dank der Vermittlung der Spanier zurückzukehren, die in ihm einen der geschicktesten Vermittler zwischen dem Herzogtum und dem spanischen Reich sahen. Im Jahr 1533 wurde er von Kaiser Karl V. beauftragt, im Streit um die Erbfolge im Monferrato bei Papst Paul III. zu vermitteln, was ihm 1535 auch gelang.
Im Jahr 1536 nahm er das Angebot des Papstes an und trat offiziell in den Dienst Papst Pauls III. ein. Er wurde Generalvikar von Rom und erhielt am 23. November desselben Jahres die Tonsur, obwohl er offiziell keine religiösen Aufgaben übernahm. Sein Einfluss auf den Papst wurde so groß, dass er im November 1538 die offizielle Rede zur Hochzeit von Ottavio Farnese, dem Neffen des Papstes, hielt. Gleichzeitig wurde er zum apostolischen Protonotar ernannt, lehnte aber wichtigere Ämter ab, da er gegen die weit verbreitete Praxis des Kaufs und Verkaufs von Ämtern in der römischen Kurie protestierte. Zur Zeit des Pontifikats von Julius III. wurde er aufgrund seiner juristischen Kenntnisse als Referent in das Tribunal der Apostolischen Signatur berufen.
Am 24. März 1539 wurde er zum Bischof von Borgo San Sepolcro in der Toskana ernannt, kümmerte sich aber weiterhin um die kirchlichen Angelegenheiten der römischen Kurie, so dass er 1540 zum Befehlshaber der päpstlichen Truppen ernannt wurde, die nach Camerino entsandt wurden, um Ottavio Farnese wieder als Lehnsherrn einzusetzen. In der Zwischenzeit hatte er sich auch beträchtliche kirchliche Verdienste erworben, wie z. B. als Stellvertreter der Dombauhütte von St. Peter und als Protektor der Universität La Sapienza in Rom. Im Jahr 1539 erhielt er außerdem das Amt des Kommendators von Vertemate (im Bistum Como) und der Abtei von San Bartolomeo in Pavia.
Als er am 3. November 1542 zum Vikar für die Diözese Rom und zum Nachfolger von Kardinal Pomponio Ceci gewählt wurde, hörte das Amt des Vikars auf, eine bloße Kurienaufgabe zu sein, und wurde zu einer echten pastoralen Aufgabe, die ihn dazu veranlasste, das Leben des römischen Klerus und die Erteilung der Weihen an neue Priester tiefgreifend zu reformieren. Er wirkte als Konzilsvater an den Arbeiten des Konzils von Trient von 1546 bis 1548 mit, war ein Experte für Kanonistik und ein Verfechter der Notwendigkeit, dass Bischöfe in ihren Diözesen residieren sollten, und unterhielt einen engen Briefwechsel mit seinem Kardinalneffen Alessandro Farnese. Er setzte sich auch für die Sache der Jesuiten und für die Heiligsprechung von Ignatius von Loyola ein. Im Jahr 1545 veröffentlichte er einen Text Christianum de Fide et Sacramentis edictum in dem er sich mit der Kritik an den Protestanten auseinandersetzte. Der Text fand, auch dank einer deutschen Ausgabe, die von dem berühmten Theologen und Humanisten Johannes Cochläus herausgegeben wurde, weite Verbreitung. Im Jahr 1546 wurde er auf den Bischofssitz von Saluzzo versetzt, wo er jedoch nur eine Synode und eine Pastoralvisite im Jahr 1548 abhielt, die wahrscheinlich von einem Vikar geleitet wurde.

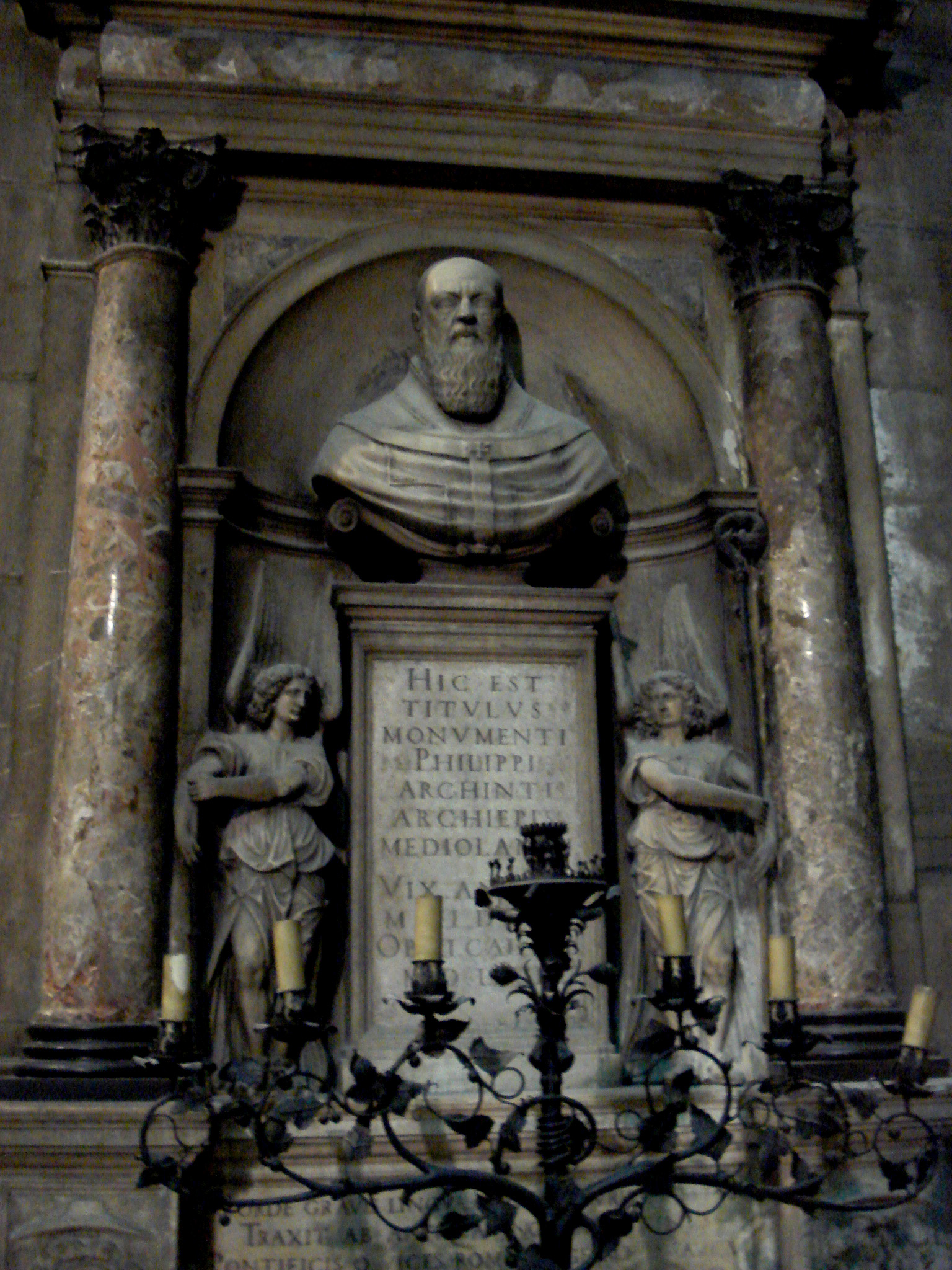
Das Grabdenkmal im Mailänder Dom.

Im Jahr 1553 wurde er vom Nachfolger Papst Julius’ III. zum apostolischen Nuntius in Venedig ernannt. Dieses Amt hatte er bis 1556 inne (zu dieser Zeit regierte Papst Paul IV.), als er zum Erzbischof von Mailand ernannt wurde: Obwohl er den Widerstand der örtlichen Aristokratie überwand, die nicht wollte, dass er die Erzdiözese übernahm, wurde er aufgrund der Feindseligkeit einiger kirchlicher Kreise, die durch seinen Ruf als Reformer, den er sich während seines Vikariats in Rom erworben hatte, alarmiert waren, physisch daran gehindert. Aus diesen Gründen war er gezwungen, sich in Bergamo niederzulassen, wo er in Abwesenheit von Bischof Vittore Soranzo, der wegen Ketzerei angeklagt war und sich nach Venedig geflüchtet hatte, seine Rolle als Metropolit wahrnahm und verwaltete. Er starb am 21. Juni 1558 im Exil, und nur dank seines Nachfolgers, des Heiligen Karl Borromäus, konnten seine sterblichen Überreste nach Mailand zurückkehren und in der Kathedrale der Stadt würdig beigesetzt werden.
Tizian malte für ihn ein berühmtes Porträt, von dem eine Kopie aus den 1590er Jahren, angefertigt von dem Maler Stefano Camaiti, im Bischofspalast von Borgo San Sepolcro aufbewahrt wird.

## Stammbaum
- Eltern: Cristoforo Archinto, Maddalena Torriani.
- Großeltern: Giuseppe Archinto, Elisabetta Cesati, Camillo Torriani.
- Urgroßeltern:	Bertramolo Archinto, Orsina Settala, Filippo Cesati.
- Urgroßvater: Giovanni Archinto, Caterina Ghisolfi, Giuseppe Settala.